# Michel Tromont
Michel Jules Arthur Tromont, né à Quiévrain le 24 juin 1937 et mort le 9 juillet 2018 dans la même ville, est un homme politique libéral belge.

## Biographie
Licencié en sciences économiques appliquées à la faculté Warocqué en 1971, Michel Tromont travaille d'abord comme enseignant mais débute en parallèle une carrière politique qui l'amena aux plus hautes responsabilité de l'État.
Il fut ministre de l'Éducation nationale du gouvernement Martens V et bourgmestre de Quiévrain. Il eut aussi d'autres mandats et responsabilités, notamment comme président du conseil d'administration de la Faculté polytechnique de Mons ou président du Comité de direction de la banque CPH. Mais il est surtout connu pour avoir été gouverneur de la province de Hainaut durant 21 ans, entre 1983 et 2004. En 2006, aux élections communales, il figurait sur la liste MR-CDH emmenée par son fils Pierre (actuellement 1er échevin de Quiévrain).

## Carrière politique

### Niveau local
- Bourgmestre de Quiévrain 1977 à 1983 ;
- Gouverneur de la province de Hainaut de 1983 à 2004.

### Niveau national
- Député à la chambre de 1978 à 1983 ;
- Ministre de l'Éducation nationale de 1981 à 1983.

## Ouvrage
- Le pays de Quiévrain (collection Histoire et Société).